# Saint-Jean-le-Centenier
Saint-Jean-le-Centenier – miejscowość i gmina we Francji, w regionie Owernia-Rodan-Alpy, w departamencie Ardèche.
Według danych na rok 1990 gminę zamieszkiwało 508 osób, a gęstość zaludnienia wynosiła 34 osób/km² (wśród 2880 gmin regionu Rodan-Alpy Saint-Jean-le-Centenier plasuje się na 1139. miejscu pod względem liczby ludności, natomiast pod względem powierzchni na miejscu 773.).